# El club de las divorciadas (programa de televisión)
El club de las divorciadas fue un programa de televisión argentino presentado por Laurita Fernández, que se emitía por Canal 13 y se estrenó el 14 de junio de 2021. El programa se emitía de lunes a viernes, 16:15 hs.

## Sinopsis
En el programa se reciben valiosos testimonios para darle forma a este talk show en el que las mujeres cuentan sus historias de vida, antes, durante y después de sus crisis de separación. 
Laurita Fernández está al frente de este ciclo, acompañada por un equipo de profesionales entre los que se destacan la sexóloga Alessandra Rampolla, el psicólogo Gabriel Carteñá y la abogada Viviana Koffman. Asimismo, estos profesionales junto a la conductora buscarán la forma de ayudar a las participantes para que puedan lograr su objetivo.

## Equipo

### Conducción
- Laurita Fernández (2021)

### Especialistas
Panel fijo
- Alessandra Rampolla (2021)
- Viviana Koffman (2021)
- Gabriel Cartañá (2021)
- Patricio Gómez Di Leva (2021)
- Luisa Albinoni (2021)
- Adriana Salgueiro (2021)
- Matias Alé (2021)

Invitados
- Luis Piñeyro (2021)
- Fernando Burlando (2021)
- Andrea Campbell (2021)
- Mariel Dilenarda (2021)

### Casos de famosos
- Magalí Mora (2021)
- Christian Sancho (2021)
- Ximena Capristo (2021)
- Gustavo Conti (2021)
- Fernanda Vives (2021)
- Sebastián Cobelli (2021)

## Audiencia
| Lista de índices de audiencia | Lista de índices de audiencia | Lista de índices de audiencia | Lista de índices de audiencia | Lista de índices de audiencia | Lista de índices de audiencia | Lista de índices de audiencia | Lista de índices de audiencia |
| Semana                        | Días                          | Fecha                         | Programas                     | Índice de audiencia           | Superó a la competencia       | En la tarde                   | Ref                           |
| ----------------------------- | ----------------------------- | ----------------------------- | ----------------------------- | ----------------------------- | ----------------------------- | ----------------------------- | ----------------------------- |
| 1                             | Lunes                         | 14 de junio                   | #1                            | 5.9                           | No (a Fuerza de mujer)        | Sexto                         | [ 4 ]                         |
| 1                             | Martes                        | 15 de junio                   | #2                            | 6.6 (↑ +0.7)                  | No (a Fuerza de mujer)        | Octavo                        | [ 5 ]                         |
| 1                             | Miércoles                     | 16 de junio                   | #3                            | 5.5 (↓ -1.1)                  | No (a Fuerza de mujer)        | Noveno                        | [ 6 ]                         |
| 1                             | Jueves                        | 17 de junio                   | #4                            | 5.2 (↓ -0.3)                  | No (a Fuerza de mujer)        | Noveno                        | [ 7 ]                         |
| 1                             | Viernes                       | 18 de junio                   | #5                            | 5.1 (↓ -0.1)                  | No (a Fuerza de mujer)        | Séptimo                       | [ 8 ]                         |
| 2                             | Lunes                         | 21 de julio                   | #6                            | 5.3 (↑ +0.2)                  | No (a Fuerza de mujer)        | Séptimo                       | [ 9 ]                         |
| 2                             | Martes                        | 22 de junio                   | #7                            | 3.2 (↓ -2.1)                  | No (a Fuerza de mujer)        | Noveno                        | [ 10 ]                        |
| 2                             | Miércoles                     | 23 de junio                   | #8                            | 4.4 (↑ +1.2)                  | No (a Fuerza de mujer)        | Octavo                        | [ 11 ]                        |
| 2                             | Jueves                        | 24 de junio                   | #9                            | 4.3 (↓ -0.1)                  | No (a Fuerza de mujer)        | Noveno                        | [ 12 ]                        |
| 2                             | Viernes                       | 25 de junio                   | #10                           | 4.5 (↑ +0.2)                  | No (a Fuerza de mujer)        | Noveno                        | [ 13 ]                        |
| 3                             | Lunes                         | 28 de junio                   | #11                           | 4.5 (igual)                   | No (a Fuerza de mujer)        | Octavo                        | [ 14 ]                        |
| 3                             | Martes                        | 29 de junio                   | #12                           | 5.4 (↑ +1.1)                  | No (a Fuerza de mujer)        | Noveno                        | [ 15 ]                        |
| 3                             | Miércoles                     | 30 de junio                   | #13                           | 4.9 (↓ -0.5)                  | No (a Fuerza de mujer)        | Noveno                        | [ 16 ]                        |
| 3                             | Jueves                        | 1 de julio                    | #14                           | 4.3 (↓ -0.6)                  | No (a Fuerza de mujer)        | Noveno                        | [ 17 ]                        |
| 3                             | Viernes                       | 2 de julio                    | #15                           | 4.3 (igual)                   | No (a Fuerza de mujer)        | Sexto                         | [ 18 ]                        |
| 4                             | Lunes                         | 5 de julio                    | #16                           | 4.4 (↑ +0.1)                  | No (a Fuerza de mujer)        | Octavo                        | [ 19 ]                        |
| 4                             | Martes                        | 6 de julio                    | #17                           | 4.8 (↑ +0.4)                  | No (a Fuerza de mujer)        | Séptimo                       | [ 20 ]                        |
| 4                             | Miércoles                     | 7 de julio                    | #18                           | 3.6 (↓ -1.2)                  | No (a Fuerza de mujer)        | Octavo                        | [ 21 ]                        |
| 4                             | Jueves                        | 8 de julio                    | #19                           | 4.5 (↑ +0.9)                  | No (a Fuerza de mujer)        | Octavo                        | [ 22 ]                        |
| 4                             | Viernes                       | 9 de julio                    | #20                           | 3.5 (↓ -1.0)                  | No (a Fuerza de mujer)        | Séptimo                       | [ 23 ]                        |
| 5                             | Lunes                         | 12 de julio                   | #21                           | 4.9 (↑ +1.4)                  | No (a Fuerza de mujer)        | Octavo                        | [ 24 ]                        |
| 5                             | Martes                        | 13 de julio                   | #22                           | 5.3 (↑ +0.4)                  | No (a Fuerza de mujer)        | Noveno                        | [ 25 ]                        |
| 5                             | Miércoles                     | 14 de julio                   | #23                           | 4.6 (↓ -0.7)                  | No (a Fuerza de mujer)        | Octavo                        | [ 26 ]                        |
| 5                             | Jueves                        | 15 de julio                   | #24                           | 5.2 (↑ +0.6)                  | No (a Fuerza de mujer)        | Noveno                        | [ 27 ]                        |
| 5                             | Viernes                       | 16 de julio                   | #25                           | 5.5 (↑ +0.3)                  | No (a Fuerza de mujer)        | Séptimo                       | [ 28 ]                        |
| 6                             | Lunes                         | 19 de julio                   | #26                           | 4.3 (↓ -1.2)                  | No (a Fuerza de mujer)        | Octavo                        | [ 29 ]                        |
| 6                             | Martes                        | 20 de julio                   | #27                           | 4.5 (↑ +0.2)                  | No (a Fuerza de mujer)        | Noveno                        | [ 30 ]                        |
| 6                             | Miércoles                     | 21 de julio                   | #28                           | 3.6 (↓ -0.9)                  | No (a Fuerza de mujer)        | Noveno                        | [ 31 ]                        |
| 6                             | Jueves                        | 22 de julio                   | #29                           | 4.8 (↑ +1.2)                  | No (a Fuerza de mujer)        | Noveno                        | [ 32 ]                        |
| 6                             | Viernes                       | 23 de julio                   | #30                           | 4.0 (↓ -0.8)                  | No (a Fuerza de mujer)        | Noveno                        | [ 33 ]                        |
| 7                             | Lunes                         | 26 de julio                   | #31                           | 4.3 (↑ +0.3)                  | No (a Dulce Ambición)         | Noveno                        | [ 34 ]                        |
| 7                             | Martes                        | 27 de julio                   | #32                           | 4.4 (↑ +0.1)                  | No (a Dulce Ambición)         | Décimo                        | [ 35 ]                        |
| 7                             | Miércoles                     | 28 de julio                   | #33                           | 5.5 (↑ +1.1)                  | No (a Dulce Ambición)         | Noveno                        | [ 36 ]                        |
| 7                             | Jueves                        | 29 de julio                   | #34                           | 4.6 (↓ -0.9)                  | No (a Dulce Ambición)         | Décimo                        | [ 37 ]                        |
| 7                             | Viernes                       | 30 de julio                   | #35                           | 4.1 (↓ -0.5)                  | No (a Dulce Ambición)         | Décimo                        | [ 38 ]                        |
| 8                             | Lunes                         | 2 de agosto                   | #36                           | 4.4 (↑ +0.3)                  | No (a Dulce Ambición)         | Décimo                        | [ 39 ]                        |
| 8                             | Martes                        | 3 de agosto                   | #37                           | 4.2 (↓ -0.2)                  | No (a Dulce Ambición)         | Noveno                        | [ 40 ]                        |
| 8                             | Miércoles                     | 4 de agosto                   | #38                           | 4.2 (igual)                   | No (a Dulce Ambición)         | Noveno                        | [ 40 ]                        |
| Promedio: 4.6                 |                               |                               |                               |                               |                               |                               |                               |

     Programa más visto
     Programa menos visto